# Зноемское княжество
Зноемское княжество (чеш. Znojemský úděl) — княжество на юге Моравии, где в XI—XII веках правила одна из ветвей рода Пржемысловичей.
В 1054 году князь Чехии Бржетислав I постановил, что старший в роду должен править в Праге, а младшие получают Моравию и должны подчиняться старшему князю. Согласно этому старший сын Бржетислава, Спытигнев II, стал князем Чехии в 1055 году. Моравия была разделена на 2 части, которые получили второй и третий сын Бржетислава. Вратислав получил часть Моравии с местопребыванием в Оломоуце (Оломоуцкое княжество), Конрад — в итоге часть Моравии с местопребыванием в Брно, составившую Брненское княжество.
Брненское княжество граничило с австрийскими землями и защищало Чехию от нападений с юга. После смерти Конрада I Брненского оно было разделено между его сыновьями: Ольдржих стал править из Брно, а Литольд — из Зноймо. Так образовалось Зноемское княжество.
| № | Имя                          | Портрет            | Родился  | Умер            | Годы правления               | Комментарии |
| - | ---------------------------- | ------------------ | -------- | --------------- | ---------------------------- | --- |
| 1 | Литольд                      |                    | ?        | 15 марта 1112   | 1092—1097                    | Сын Конрада I Брненского. |
| 2 | Борживой II                  | Борживой II        | ок. 1065 | 2 февраля 1124  | 1097—1101                    | Брат Бжетислава II Чешского, 3-й сын чешского князя Вратислава II. Князь Брно 1097—1101 Князь Чехии 1100—1107, 1117—1120                  |
| 3 | Литольд                      |                    | ?        | 15 марта 1112   | 1101—1012                    | Вторично. |
| 4 | Ольдржих (Удальрих)          |                    | ?        | 27 марта 1113   | 1112—1113                    | Брат Литольда Зноемского. |
| 5 | Собеслав I Ольдржих          | Собеслав I         | ок. 1075 | 14 февраля 1140 | 1113—1123                    | 5-й сын князя Вратислава II. Князь Чехии 1125—1140                                                                                        |
| 6 | Конрад II Зноемский          | Конрад II          | ?        | после 1161      | 1123—1128 1134 — после 1161) | Сын Литольда Зноемского. Князь Брно 1156 — после 1161. В 1128—1134 находился в заключении у князя Чехии Собеслава I.                      |
| 7 | Конрад III Ота               | Конрад II Ота      | ?        | 9 сентября 1191 | после 1161—1191              | Сын Конрада II Зноемского, князь Оломоуцкий 1182—1189, князь Брненский 1177—1189, маркграф Моравии 1182—1189, князь Чехии 1182, 1189—1191 |
| 8 | Владислав Йиндржих           | Владислав Йиндржих | ?        | 12 августа 1222 | 1192—1194                    | Сын короля Владислава II. Маркграф Моравии 1192—1194, 1197—1222, князь Чехии в 1197                                                       |
| 9 | Йиндржих (Генрих) Бржетислав |                    | ?        | 15 июня 1197    | 1194-1197                    | Сын Генриха, 4-го сына князя Чехии Владислава I. Епископ Праги 1182—1197, князь Чехии 1193—1197.                                          |

В 1197 году Зноемское княжество вошло в состав владений маркграфа Моравии Владислава Йиндржиха.